# 루오닝 인
루오닝인(중국어: 殷若宁, 영어: Yin Ruoning, 2002년 9월 28일 ~ )은 중국의 프로 골프 선수로, 현재 LPGA 투어에서 활동하고 있다. 인뤄닝으로도 알려져 있다. 2023년 LA 오픈에서 LPGA 첫 우승을 차지하였고, 같은 해 위민스 PGA 챔피언십에서 메이저 대회 우승을 거두며 주목받았다.

## 아마추어 시절
루오닝인은 10세에 골프를 시작하였고, 2018년 자카르타 아시안 게임에 중국 국가대표로 출전해 단체전 동메달을 획득했다. 2019년에는 중국 아마추어 대회에서 총 9회의 우승을 기록하며 두각을 나타냈다.

## 프로 경력
2020년, 중국 LPGA 투어 Q-시리즈 우승을 통해 프로로 전향한 루오닝인은 데뷔 직후 3연승을 거두며 “프로 데뷔 후 최다 연승” 및 “최다 연승” 부문에서 기네스 기록을 보유하게 되었다.
2021년 말 LPGA Q-시리즈에서 공동 4위를 기록해 2022년 시즌부터 LPGA 투어에 합류했다. 2023년 4월, LA 오픈에서 LPGA 투어 첫 우승을 거머쥐었고, 6월에는 KPMG 여자 PGA 챔피언십에서 생애 첫 메이저 타이틀을 획득했다.

## 주요 성적

### LPGA 투어 우승 (2회)
- 2023년: DIO Implant LA Open
- 2023년: 위민스 PGA 챔피언십

### 메이저 대회 최고 성적
- 위민스 PGA 챔피언십: 우승 (2023)

## 세계 여자 골프 랭킹
- 2018년: 586위
- 2019년: 482위
- 2020년: 290위
- 2021년: 405위
- 2022년: 151위
- 2023년: 25위
- 2025년: 4위 (6월 기준)

## 기타
루오닝인은 중국 LPGA 투어에서 연속 3승으로 기네스 세계 기록을 보유하고 있으며, 중국 여자 골프의 차세대 주자로 평가받고 있다.